# Сенцов, Василий Гурьевич
Василий Гурьевич Сенцов (1842—1890) — русский врач-ветеринар, директор Варшавского ветеринарного института; действительный статский советник.

## Биография
Родился 28 января (9 февраля) 1842 года в Санкт-Петербурге. Происходил из  мещан.
В 1864 году окончил с отличием ветеринарное отделение Санкт-Петербургской медико-хирургической академии и был признан ветеринарным лекарем и награждён золотой медалью. В течение двух лет состоял репетитором ветеринарных наук при академии, занимаясь в свободное от занятий летнее время изучением мер борьбы с сибирской язвой на Мариинской системе. В начале 1867 года он поступил на службу по военно-медицинскому ведомству, ветеринарным врачом 2-го лейб-уланского Курляндского полка, служил до 1874 года, занимая различные должности. В марте 1869 года, после защиты диссертации «О карбункулезном шпате (так наз. сибирская язва)», он был удостоен конференцией Петербургской медико-хирургической академии звания магистра ветеринарных наук и в следующем году командирован ветеринаром в Петербургский военный округ.
В 1874 году он был назначен директором Варшавской ветеринарной школы, где стал читать частную патологию и терапию, науку о повальных болезнях, клинику внутренних болезней и временно — патологическую анатомию, фармакологию и скотоводство. В качестве директора он неустанно стремился к уравнению и улучшению положения ветеринарной школы, стоявшей в каких-то совершенно исключительных и крайне невыгодных условиях сравнительно с другими ветеринарными институтами, существовавшими тогда в России. Благодаря его заботам школа была переименована в 1884 году в училище с новым более обширным уставом, а затем в 1889 году — в институт. В 1885 году он был командирован с учёной целью за границу, посетил Германию, северную Италию и Австрию, ознакомившись с ветеринарными учреждениями, а также музеями по медицине и естественным наукам. С 1873 года он состоял член-корреспондентом Дерптского ветеринарного института, в 1875 году был избран почётным членом Петербургского общества ветеринарных врачей, а в 1885 году был утверждён совещательным членом ветеринарного комитета министерства внутренних дел.
Кроме диссертации, он напечатал следующие статьи: «Заметки о так наз. сибирской язве» («Журнал Коннозаводства». — 1869. — № 5 и 6); «Наблюдения над ящуром у рогатого скота» («Журнал Коннозаводства». — 1870. — № 6); «К вопросу о носовой экцеме» («Архив ветеринарных наук». — 1871. — Кн. III. — С. 140); «Несколько слов по поводу практического руководства к ларингоскопии животных, доктора Шилтова» («Ветеринарный вестник». — 1882).
Умер в Санкт-Петербурге 9 (21) января 1890 года. Похоронен на Смоленском православном кладбище с супругой, Анисьей Григорьевной (ум. 10.03.1907).